# Elinor S. Gimbel
Elinor Steiner Gimbel (5 de agosto de 1896 - 3 de marzo de 1983) fue una líder progresista y activista por los derechos de las mujeres, nacida en Estados Unidos. 

## Biografía
Nació con el nombre de Elinor Steiner en una familia judía en 1896, hija de Sadie  Liebmann y Samuel Simon Steiner. Su madre, la hija de Joseph Liebmann, pertenecía a la familia propietaria de las cervecerías Liebmann; y su padre era el dueño de SS Steiner, entonces el mayor distribuidor de lúpulos en el país. En 1914, se graduó de la escuela Calhoun.  
En los años 1930, durante la Gran Depresión y el New Deal de Franklin Roosevelt empezó su activismo político. En 1940, Gimbel creó el Comité No Partidista para apoyar el tercer mandato de Roosevelt.  
Después de la muerte de su segundo esposo durante la Segunda Guerra Mundial, fundó el Comité para el Cuidado de Menores en tiempos de guerra, que se centró en la falta de apoyo gubernamental brindado a las madres trabajadoras.
En 1947, Gimbel y Anita McCormick Blaine (hija y heredera de Cyrus McCormick) fueron las dos principales financiadoras del grupo Progressive Citizens of America (PCA). También se unió al Partido Progresista como "portavoz de las mujeres". Fue presidenta del comité de Women For Wallace (WFW), que dio apoyo al candidato del Partido Progresista Henry A. Wallace frente a Harry S. Truman, a (considerado por ellas como el "ocupante accidental de la Casa Blanca".  Aunque era judía, no relacionó su activismo progresista con el sionismo y organizó lujosas fiestas navideñas en su casa de Nueva York, durante la Segunda Guerra Mundial.  
Gimbel se desempeñó como ejecutiva en las cervecerías SS Steiner y Liebmann.
Fue una de las impulsoras del Congress of American Women (Congreso de Mujeres Americanas), fundada en 1946 en defensa de los derechos de las mujeres. En 1948, el grupo fue acusado por el Comité de Actividades Antiamericanas de la cámara de ser una organización comunista.

## Vida personal
Gimbel se casó dos veces. Tuvo un hijo llamado Nicholas con Monroe Hess, hombre con quien se casó después de graduarse de la Escuela Calhoun. Años más tarde, decidieron divorciarse; En 1924, se casó con Louis S. Gimbel Jr. (nieto de Adam Gimbel), juntos tuvieron tres hijos. Su esposo, quien se desempeñó como teniente coronel en el Cuerpo Aéreo del Ejército, murió en un accidente aéreo sobre Maine en 1942.